# Ute ampullacea
Ute ampullacea är en svampdjursart som beskrevs av Wörheide och Hooper 2003. Ute ampullacea ingår i släktet Ute och familjen Grantiidae. Inga underarter finns listade i Catalogue of Life.